# 韦尔莱积分法
韦尔莱算法是一种用于求解牛顿运动方程的数值方法，被广泛应用于分子动力学模拟以及视频游戏中。韦尔莱算法的优点在于：数值稳定性比简单的欧拉方法高很多，并保持了物理系统中的时间可逆性与相空间体积元体积守恒的性质。
Carl Størmer首次应用韦尔莱算法求解磁场中运动粒子的轨迹，因此韦尔莱算法又被称为Størmer算法。1967年法国物理学家Loup Verlet将其应用于分子动力学计算，从此韦尔莱算法流行起来。

## 基本韦尔莱算法
牛顿运动方程为
{\displaystyle a(t)={\frac {f(t)}{m}}}
代入到粒子的坐标关于时间步的Taylor展式中
{\displaystyle r(t+\Delta t)=r(t)+v(t)\Delta t+{\frac {a(t)}{2}}\Delta t^{2}+{\frac {1}{3!}}{\frac {d^{3}r}{dt^{3}}}\Delta t^{3}+{\mathcal {O}}(\Delta t^{4})}
得
{\displaystyle r(t+\Delta t)=r(t)+v(t)\Delta t+{\frac {f(t)}{2m}}\Delta t^{2}+{\frac {1}{3!}}{\frac {d^{3}r}{dt^{3}}}\Delta t^{3}+{\mathcal {O}}(\Delta t^{4})}
同理
{\displaystyle r(t-\Delta t)=r(t)-v(t)\Delta t+{\frac {f(t)}{2m}}\Delta t^{2}-{\frac {1}{3!}}{\frac {d^{3}r}{dt^{3}}}\Delta t^{3}+{\mathcal {O}}(\Delta t^{4}):}
两式相加，得
{\displaystyle r(t+\Delta t)+r(t-\Delta t)=2r(t)+{\frac {f(t)}{m}}\Delta t^{2}+{\mathcal {O}}(\Delta t^{4})}
则
{\displaystyle r(t+\Delta t)\simeq 2r(t)-r(t-\Delta t)+{\frac {f(t)}{m}}\Delta t^{2}}
新位置的计算误差为四阶，{\displaystyle \Delta t} 为时间步。因为韦尔莱算法中不涉及速度，如果希望得到速度，须从轨线中推导速度表达式：
{\displaystyle v(t)={\frac {r(t+\Delta t)-r(t-\Delta t)+{\mathcal {O}}(\Delta t^{3})}{2\Delta t}}={\frac {r(t+\Delta t)-r(t-\Delta t)}{2\Delta t}}+{\mathcal {O}}(\Delta t^{2})}

## 速度表示的韦尔莱算法
一般地，速度表示下的韦尔莱算法更为常用，它可以给出同一时间变量下的速度和位置。它实际上与基本的韦尔莱算法等价，精度相同。
首先对位置进行 Taylor 展开
{\displaystyle r(t+\Delta t)=r(t)+v(t)\Delta t+{\frac {f(t)}{2m}}\Delta t^{2}}
{\displaystyle r(t+2\Delta t)=r(t+\Delta t)+v(t+\Delta t)\Delta t+{\frac {f(t+\Delta t)}{2m}}\Delta t^{2}}
对两式相减可得
{\displaystyle r(t+2\Delta t)+r(t)=2r(t+\Delta t)+\left[v(t+\Delta t)-v(t)\right]\Delta t+{\frac {f(t+\Delta t)-f(t)}{2m}}\Delta t^{2}}
将最初的 Verlet 公式中的 {\displaystyle t} 换为 {\displaystyle t+\Delta t} ，
{\displaystyle r(t+2\Delta t)\simeq 2r(t+\Delta t)-r(t)+{\frac {f(t+\Delta t)}{m}}\Delta t^{2}}
代入前式，可得
{\displaystyle v(t+\Delta t)=v(t)+{\frac {f(t+\Delta t)+f(t)}{2m}}\Delta t}
此式即为速度表示的韦尔莱算法。实际常用的计算步骤为，
1.首先通过 Taylor 展开 {\displaystyle r(t+\Delta t)=r(t)+v(t)\Delta t+{\frac {f(t)}{2m}}\Delta t^{2}} 计算得到位置 {\displaystyle r(t+\Delta t)}
2.由 {\displaystyle r(t+\Delta t)} 和系统的相互作用势条件（如果相互作用仅依赖位置 {\displaystyle r}）可以求的力场 {\displaystyle f(t+\Delta t)}
3.由速度表示的韦尔莱公式求出新的速度 {\displaystyle v(t+\Delta t)} 。